# Trense

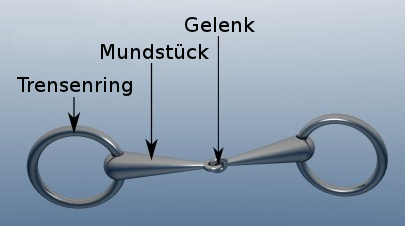
Einfach gebrochene Wassertrense

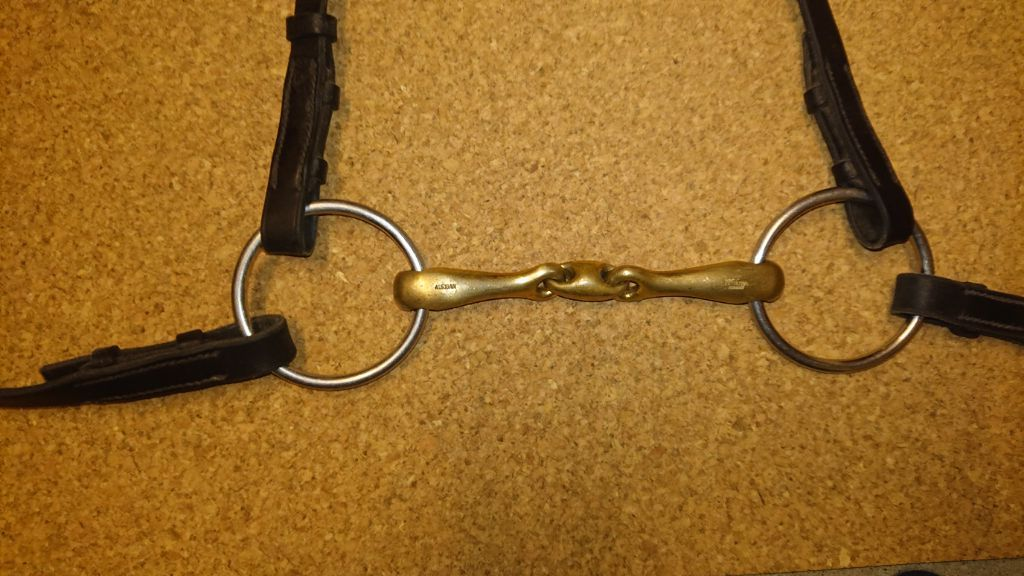
Doppelt gebrochene Wassertrense

Eine Trense ist ein Bestandteil des Zaumzeugs, das im Maul des Hauspferdes oder Hausesels angelegt wird. Sie besteht heute weitgehend aus dem Mundstück, als Oberbegriff auch Gebiss genannt (einschließlich der Gebisse  mit Hebelwirkung wie Pelham und Kandare), und seitlich außerhalb des Maules befindlichen Ringen zum Einschnallen der Zügel und Riemen. Darüber hinaus können seitlich auch noch weitere Bestandteile angebracht sein. In der prähistorischen Vergangenheit waren Trensen in der Regel mehrteilig mit dem Mundstück und seitlichen Schenkeln, die als Trensenknebel bezeichnet werden. Damals wie heute kann das Mundstück oder Gebiss ungebrochen sein und wird dann Stange oder Stangenmundstück genannt. Ebenso gibt es gebrochene Varianten, so dass das Mundstück ein oder zwei Gelenke aufweist. Die Trense entstand im Übergang vom 3. zum 2. Jahrtausend v. Chr. im Verbund mit der Entwicklung leichter zweirädriger Streitwagen mit Speichenrad. Eine Übertragung auf das Reiten fand erst später statt.

## Etymologie
Die Bezeichnung Trense stammt vom spanischen Wort trenza ab, was mit „Flechte“ oder „Seil“ übersetzbar ist. Es leitet sich wohl vom altspanischen treça für „Haarflechte“ her. Trense bezog sich somit ursprünglich auf eine leichte Schirrung ohne Mundstück. Von der Iberischen Halbinsel gelangte die Bezeichnung während der spanischen Besetzung im 16. Jahrhundert über die Niederlande in den deutschen Sprachgebrauch. In frühneuzeitlichen Texten findet sich die Bezeichnung „das Biss“ für die Pferdetrense, so etwa in einem mit Abbildungen und Erläuterungen verschiedener Trensen versehenem „pisbuech“ (Teil einer in der Mitte des 16. Jahrhunderts entstandenen Handschrift im Stadtarchiv Augsburg).

## Geschichte

### Terminologie
Eine Trense im archäologischen Sinne besteht in der Regel aus dem Mundstück (Gebiss) und den Seitenstücken, an denen das Mundstück befestigt ist. Die Seitenstücke, bei modernen Trensen als Schenkel bezeichnet, werden in der Archäologie unter dem Oberbegriff „Trensenknebel“ geführt. Diese bestanden häufig aus härteren organischen Materialien wie Knochen, Geweih, selten auch Elfenbein oder aber aus Metall und sind so zumeist die einzigen erhaltenen Bestandteile der Trense, da das Mundstück anfänglich weitgehend aus weicheren Stoffen wie Leder oder Bast gefertigt war. Ausnahmen bilden hier vollständig metallene Trensen. Die Trensenknebel besitzen mehrere Öffnungen in Form von Löchern oder Ösen, welche das Mundstück und die Riemen des Kopfgestells des Hauspferdes zuzüglich der Zügel aufnehmen. Diese Öffnungen werden „Durchzüge“ genannt. Die Gesamtheit aller Durchzüge bildet die sogenannte „Einrichtung“.

### Aufbau der Trensen in der Bronze- und Eisenzeit

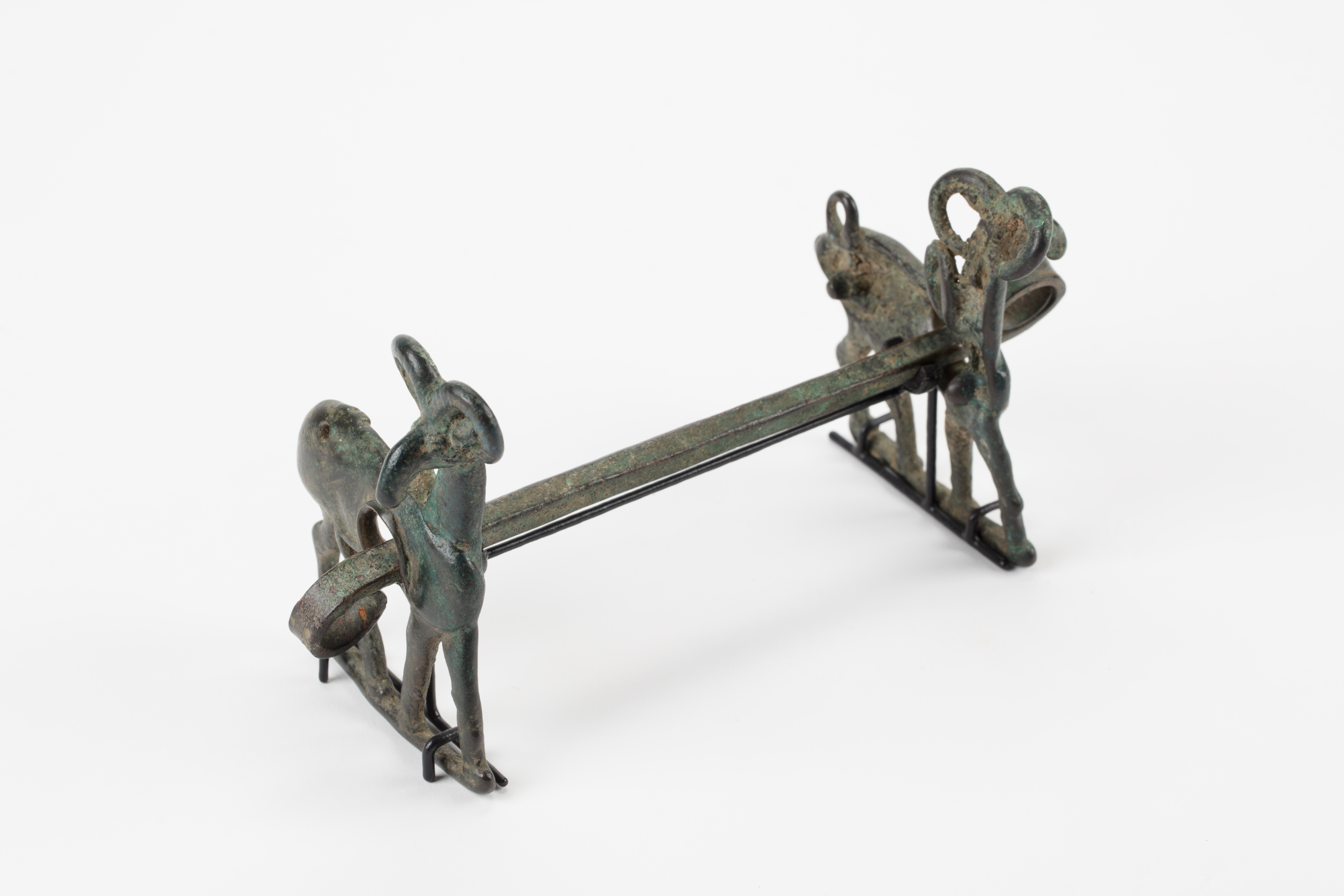
Ungebrochenes Stangengebiss, Bronze, Persien, um 2000 v. Chr.

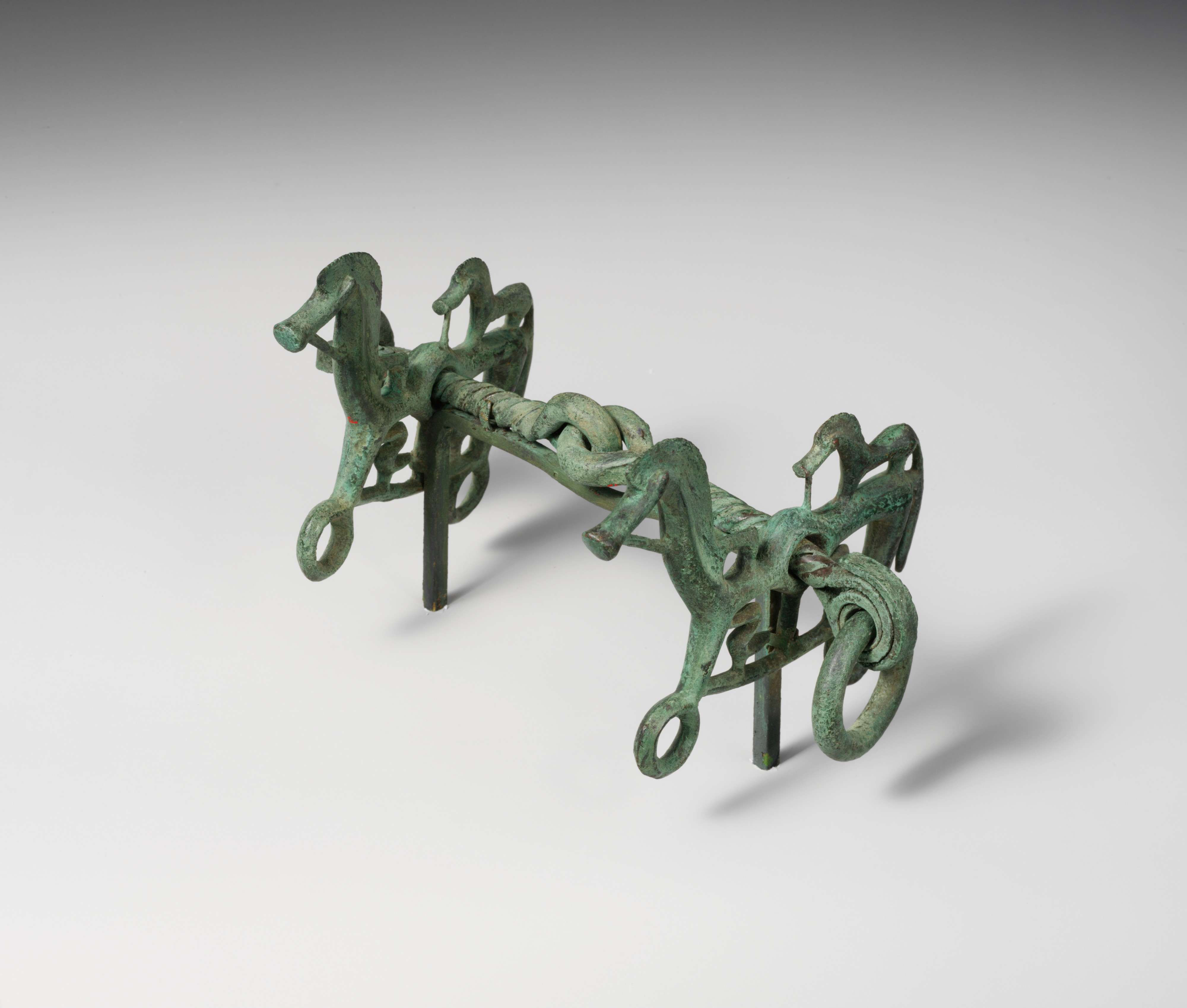
Trense mit gebrochenem Mundstück, Bronze, Villanova, 8. Jh. v. Chr.

Anhand der metallenen Mundstücke lassen sich eine ungebrochene und eine gebrochene Version unterscheiden, ebenso treten glatte und tordierte Versionen auf. Die Verbindung der beiden Elemente einer Trense miteinander erfolgte auf unterschiedliche Weisen. In einer vor allem in der Bronzezeit und frühen Eisenzeit sehr weit verbreiteten Form wurden die Enden des Mundstücks durch den Hauptdurchzug des Trensenknebels geschoben, was als „α-Prinzip“ bekannt ist. Bei den Stangenknebeln entstand im weiteren Verlauf der eisenzeitlichen Entwicklung daraus das „β-Prinzip“, bei dem das Mundstück mittels eines organischen Bandes an den Knebel gebunden wurde. Dies ist typisch für Trensenknebel mit einer gleichlaufenden, also monoplanen Anordnung der Durchzüge und kann als Entwicklung der osteuropäischen Steppenvölker gesehen werden, welche sich dann auch nach Westen hin ausbreitete. Ein drittes, als „γ-Prinzip“ benanntes Verbindungssystem entstand in der Skythenzeit. Hierbei wurde der Trensenknebel in die äußere Öse des Mundstücks gesteckt.

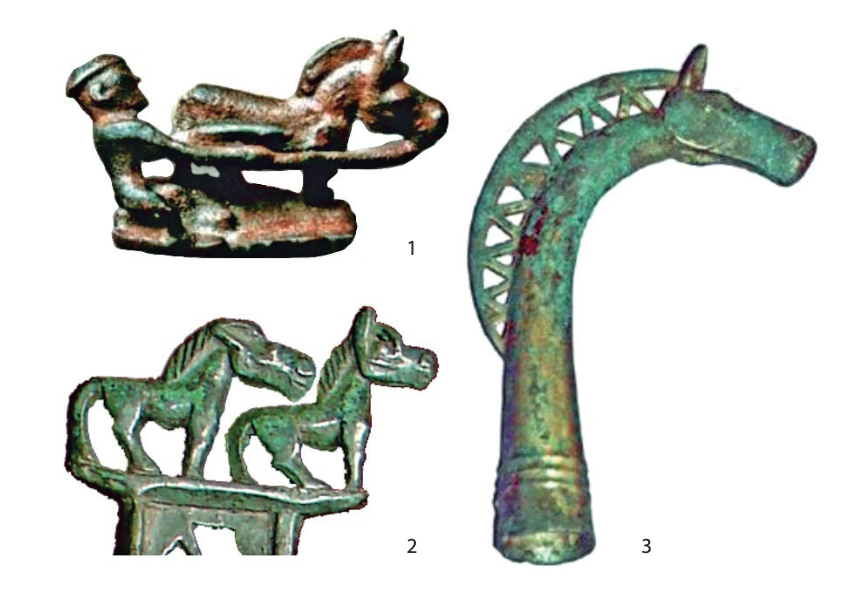
Pferdefiguren der Sejma-Turbino-Kultur um 2000 v. Chr., links zwei Dolchgriffe aus Rostovka (1) und Sejma (2) mit geschirrten Pferden

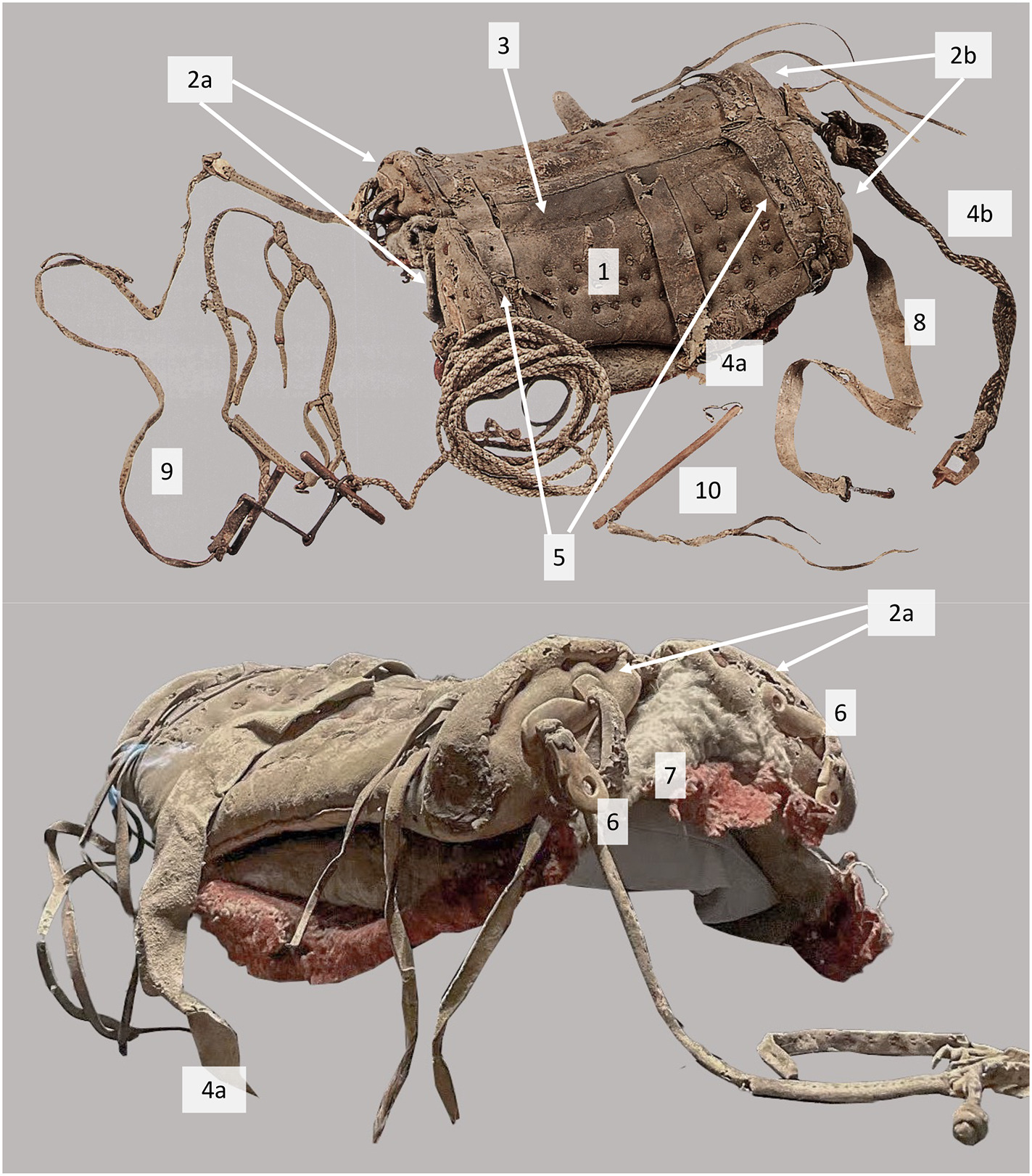
Skythische Ledersättel aus der Mitte des ersten Jahrtausends v. Chr.

Über die Art der Einbindung der Trense in das Kopfgestell des Hauspferdes liegen aus vorgeschichtlicher Zeit nur wenige Informationen vor, da die zugehörigen Riemen und Zügel fast ausschließlich aus Leder oder ähnlichem bestanden. In einzelnen Fällen wurden knöcherne Riemenverteiler dokumentiert, die einen runden oder Y-förmigen Umriss haben und mehrere kreisförmige Öffnungen für die einzelnen Riemen aufweisen. Der größere Teil stammt aus dem Karpatenbecken, eventuell liegt mit einem Fund vom Buhuberg bei Waidendorf in Niederösterreich auch in Exemplar aus dem nordalpinen Bereich vor. Gelegentlich finden sich aus der frühen Zeit der Trensenentwicklung figürliche Darstellungen von geschirrten Pferden. Zu den ältesten Beispielen gehören Figuren auf den Knäufen von Dolchen aus Rostovka und Sejma in Westsibirien. Sie werden der Sejma-Turbino-Kultur um 2000 v. Chr. zugesprochen und zeigen Pferdeköpfe mit stark stilisiertem Kopfgestell. Deutlich jünger ist ein Beispiel eines bronzenen Pferdekopfaufsatz aus dem skythischen Großkurgan von Arschan in Südrussland, der verschiedene, aber vermutlich ebenfalls abstrahierte Riemen zeigt. Weitere Hinweise auf das Kopfgestell geben bildliche Darstellungen der mykenischen Zeit, so auf Stelen der Schachtgräber von Mykene selbst oder auf Fresken aus Tiryns. Ebenso sind mehrere Darstellungen ab der Zeit des Neuen Reiches im Alten Ägypten bekannt.
Ein nahezu vollständiges Kopfgestell wurde bei zwei Pferdebestattungen der Hallstattzeit aus Mailhac im südlichen Frankreich dokumentiert. Deren Riemensystem war ursprünglich prunkvoll mit Perlen besetzt gewesen, wodurch sich ein Kopfgestell bestehend aus den Backen- und Nackenriemen, dem Nasen- und Stirnriemen und zusätzlich einem Riemen längs über den Schädel zwischen den beiden letztgenannten rekonstruieren lässt. Ein nahezu vollständiges Zaumzeug, das sich aus einem Ledersattel, der Trense mit eisernem Mundstück und hölzernen Stangenknebeln sowie ledernen Riemen und Zügeln zusammensetzt, blieb in einem skythischen Grab bei Yanghai im nordwestlichen Altai erhalten. Das Grab datiert in den Zeitraum von 724 and 396 v. Chr., ermittelt mit der Radiokarbonmethode. Das Kopfgestell umfasste einen Backen- und Nackenriemen, der vollständig um den Kopf geschlungen wurde, sowie einen Nasen- und Kehlriemen.

### Prähistorische Trensenfunde
Im Vergleich zu den Trensenknebeln sind Mundstücke oder vollständige frühe Trensenfunde weitaus seltener. Beispielhaft für ein metallenes ungebrochenes Mundstück sei ein Objekt aus einem eisenzeitlichen Brangrab bei Königsbronn in Baden-Württemberg genannt. Eine der wenigen vollständigen Trensen aus organischem Material wurde in einer Pfahlbausiedlung bei Grandson am Neuenburgersee gefunden. Sie besteht aus zwei 16 cm langen Trensenknebeln aus Geweih sowie einem 7 cm langen Mundstück aus einem Röhrenknochen. Bei einem weiteren, rund 19 cm langen Trensenknebel der gleichen Fundstelle steckte in einem der Durchzüge noch der Rest eines Mundstückes aus Holz. Beide Objekte gehören der Urnenfelderzeit an. Deutlich häufiger sind metallene Trensen, die vermehrt für die spätere Bronzezeit und nachfolgende Eisenzeit des südlichen und südöstlichen Europas sowie des weiteren Mittelmeergebietes vermerkt werden können. Als sehr bekannte Exemplare dieser Region können hier die Trensen aus Mykene in Griechenland aus Amarna in Ägypten oder vom Tell el Ajjul in Israel genannt werden, die alle der zweiten Hälfte des 2. Jahrtausends v. Chr. angehören. Ein für das nordalpine Gebiet hervorragendes Beispiel ist die im Jahr 1916 gefundene bronzene Trense von Zürich-Enge-Alpenquai in der Schweiz aus dem 9. Jahrhundert v. Chr. Eine Besonderheit findet sich insofern darin, dass das Mundstück zwar gebrochen ist, die beiden Teile jedoch jeweils fest mit den Trensenknebeln verbunden waren, sie wurden also jeweils in einem Stück gegossen. Vergleichbar dazu ist eine bronzene Trense aus Belin in Rumänien. Weitere metallene Trensen aus dem nordalpinen Raum wurden unter anderem in Mörigen am Bielersee in der Schweiz sowie in Mengen und Unteruhldingen-Stollenwiesen in Baden-Württemberg gefunden, die jeweils eine vergleichbare zeitlich Stellung aufweisen.

### Ursprung der Trense
Die Domestizierung des Hauspferdes aus wildlebenden Vorfahren begann möglicherweise schon im 4. Jahrtausend v. Chr. Um rund 3500 v. Chr. zähmten die Träger der kupferzeitlichen Botai-Kultur aus Kasachstan Wildpferde und begründeten teilweise ihre gesamte Lebensweise auf diesen Tieren. So erbrachte der für die Kultur namensgebende Fundort etwa 300.000 Pferdeknochen. Die Frage, ob die Tiere außer als Nahrungs- und Rohstofflieferanten anderweitig eingesetzt wurden, unterliegt in der Wissenschaft aber einer intensiven Debatte. Überlegungen zufolge hätte das Reiten den Völkern der Steppe eine deutlich höhere Mobilität beschert. Einige Forscher interpretieren daher auffällige Zahnabnutzungsmuster als Hinweise auf Trensennutzung, was jedoch auch in Kritik steht. Die Pferdezucht der Botai-Kultur war insgesamt nicht von Dauer, so dass die Tiere wohl anschließend wieder verwilderten. Genetischen Untersuchungen zufolge sind die Botai-Pferde die nächsten Verwandten des Przewalski-Pferdes und stehen nicht in der Linie des Hauspferdes.

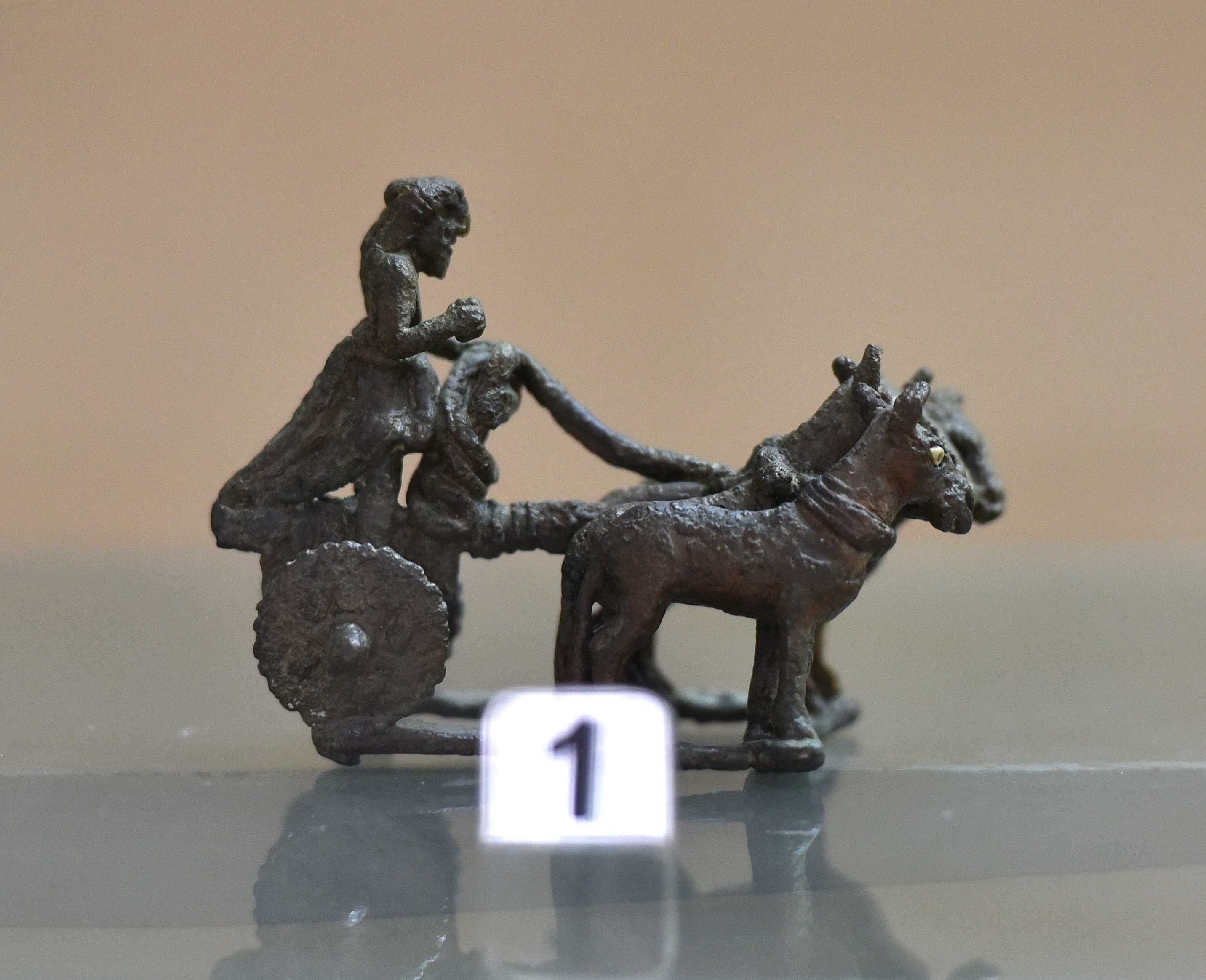
Kupfermodell eines Streitwagens mit Vollrädern vom Tell Agreb, gezogen von vier Equiden, die beiden mittleren sind über ein Joch eingespannt, die beiden äußeren jeweils nur über Leinen, etwa 2600 bis 2370 v. Chr.

Das heutige Hauspferd wurde einige hundert Jahre später wahrscheinlich in der Schwarzmeerregion domestiziert. Spätestes zum Ende des 3. Jahrtausends v. Chr. breitete es sich als Begleiter des Menschen über weite Teile Eurasiens aus. Unklar ist hierbei, ob diese frühen Pferdezüchter vergleichbar zu den Trägern der Botai-Kultur die Hauspferde auch anderweitig denn als Nahrungs- und Rohstofflieferanten nutzten. Bei einzelnen menschlichen Skeletten der wiederum kupferzeitlichen Jamnaja-Kultur beobachtete anatomische Veränderungen werden als Reiterfazetten gedeutet. Die großen und schweren Wagen mit Vollrädern, die unter anderem für die Majkop- und Jamnaja-Kultur sowie andere archäologische Komplexe der südrussischen Steppe belegt sind, wurden allerdings höchstwahrscheinlich von Hausrindern gezogen. Das Reiten eines Pferdes selbst benötigt nicht zwangsläufig eine Trense, da der Reiter seine Kommandos auch über anderweitige Signale (Druck, Körpergewichtsverlagerung und ähnliches) an das Tier übermitteln kann. Spätestens mit der Ausbreitung des Hauspferdes Ende des 3. Jahrtausends v. Chr. erreichte dieses unter anderem Mesopotamien und Vorderasien allgemein. Dort traf es auf den Hausesel, der um 3000 v. Chr. im Vorderen Orient in den Hausstand eingeführt worden war. Er diente vorwiegend als Last- und Zugtier. Analog zu den Befunden der Botai-Kultur verweisen abgenutzte Zähne an Skeletten aus Tell eṣ-Ṣâfi in Israel aus der Zeit um 2800 bis 2700 v. Chr. auf einen möglichen Einsatz von Trensen beim Hausesel, ohne dass es hierfür materielle Belege gibt. Anhand einzelner mesopotamischer Steinreliefs etwa aus der Stadt Ur oder kupferner Modelle wie aus Tell Agrab wird ersichtlich, dass die Bewohner Mesopotamiens Equiden zum Ziehen von Wagen mit Vollrädern einspannten. Dabei kam überwiegend ein Joch zum Einsatz, wie es beim Hausrind üblich ist. Gelegentlich wurden wohl auch Kappzäume verwendet.

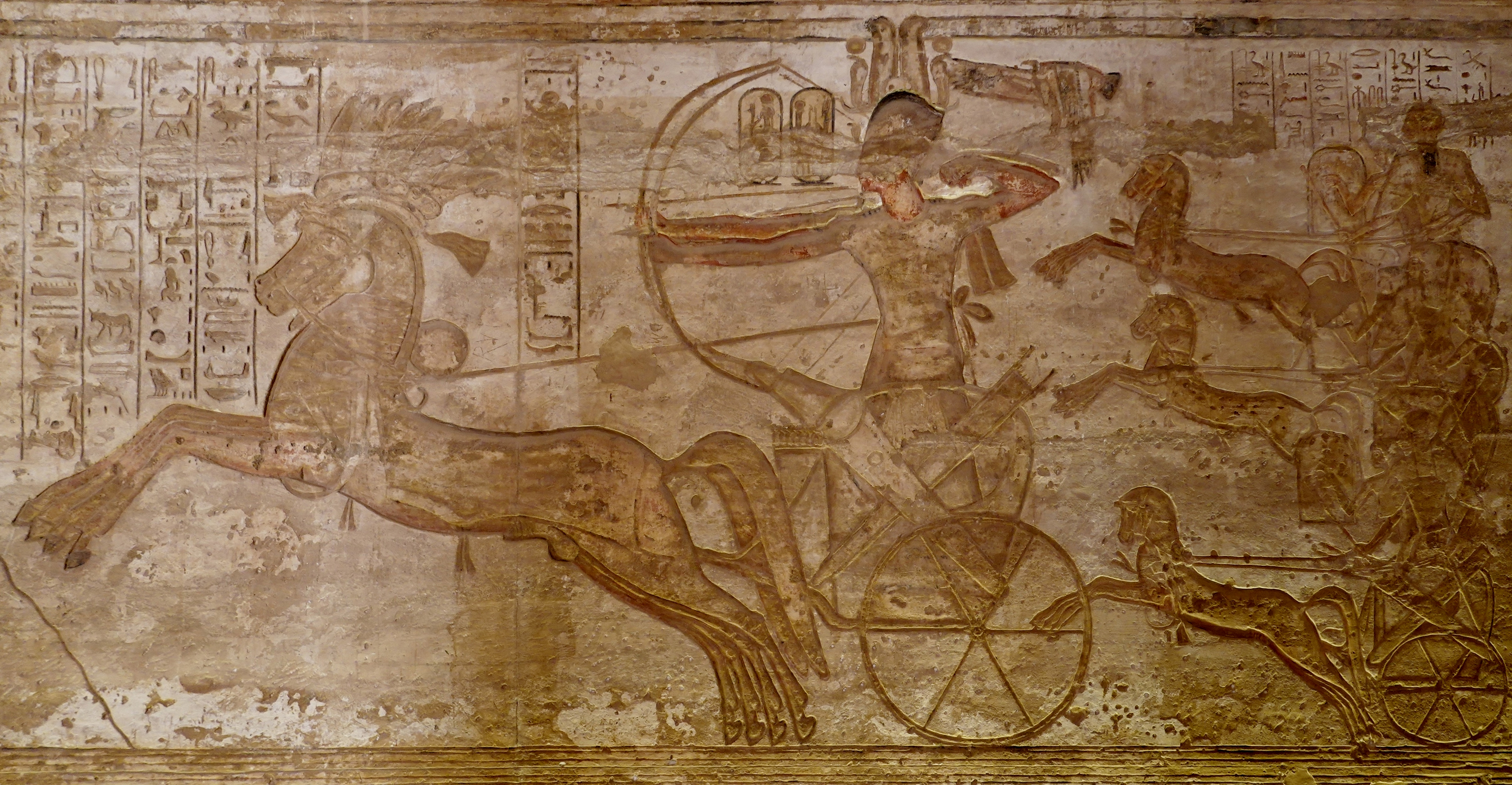
Zweirädriger Streitwagen mit Speichenrädern von Ramses II. in Abu Simbel; das Pferde-Doppelgespann besitzt hier ein Trensen-Kopfgestell, um 1265 v. Chr.

Zum Ende des 3. Jahrtausends v. Chr. kam ein neuer, zweirädriger Wagentyp mit Speichenrädern zum Einsatz, der deutlich leichter, schneller und wendiger war als die zuvor benutzten schweren zwei- und vierrädrigen Wagen mit Vollrädern. Die ältesten Nachweise derartige Wagen werden der Sintašta-Petrovka-Kultur im südlichen Uralgebiet zugewiesen, die von 2100 bis 1700 v. Chr. bestand. In deren Zusammenhang wurden auch die ersten Belege für Trensen in Form von Trensenknebeln aus organischen Materialien entdeckt. Aus dem südöstlichen Europa sind im gleichen Zeitraum Tonmodelle von Wagen mit Speichenrädern bekannt, die einen ähnlichen Fortschritt aufzeigen, ebenfalls kombiniert mit dem Aufkommen von Trensenknebeln. Sie sind hier mit der Otomani-Füzesabony-Kultur verbunden, welche etwa von 1950 bis 1620 v. Chr. existierte. Es lässt sich daher annehmen, dass die Trensen aus der Entwicklung dieser leichten Streitwagen mit Speichenrädern heraus entstanden. Mit Hilfe der Trensen war es dem Wagenlenker möglich, das Zugpferd nicht nur aus der Distanz zu kontrollieren, sondern auch die Übertragungszeit der Kommandos zu verkürzen und Richtungen präziser vorzugeben, was sich unter anderem bei höheren Geschwindigkeiten auszahlte. Erst danach wurden Trensen auch auf Reitpferde übertragen. Im Mittelmeerraum sind die leichteren Speichenräder erst um 1700 v. Chr. nachweisbar. Von hier stammen dann die ältesten Belege für Metalltrensen, so unter anderem mit einem Exemplar vom Tell Haror in Israel, das als Besonderheit mit dem Skelett eines Hausesels verbunden war. Es sind jedoch weder typologisch noch funktionell Unterschiede zu den Trensen des Hauspferds aus der gleichen Region feststellbar, die spätestens ab 1500 v. Chr. in Gebrauch waren. Die Hyksos führten um 1650 v. Chr. Streitwagen, Hauspferd und Trense im Alten Ägypten ein. Metalltrensen folgten in den weiter nördlicher gelegenen Regionen Europas erst mehrere hundert Jahre später. Dennoch blieben Trensen aus organischen Rohstoffen dort bis in das Mittelalter in Verwendung.

### Trensenknebel

#### Formen
Die Trensenknebel bilden die am häufigsten aufgefundenen Bestandteile der Trensen. Insgesamt lassen sich drei hauptsächliche Formentypen unterscheiden:
- Plattenknebel, langrechteckig, in der Längsrichtung gewölbt, mit einem großen Loch in der Mitte. Eine zusätzliche Durchbohrung liegt seitlich. Das nach Fundlage obere Ende der Platte ist abgesetzt und trägt mehrere kleine Löcher.
- Scheibenknebel, rund mit einem großen Durchzug in der Mitte. Eine Variante hat seitlich dazu zwei Löcher, eine andere, häufigere, besitzt eine abgesetzte, gerade oder dreieckige Seite mit mehreren kleinen Löchern, in denen manchmal Fixierstifte erhalten sind.
- Stangenknebel mit mehreren Durchzügen. Diese waren vor allem in der Bronzezeit häufig biplan (ein Durchzug liegt in einer anderen, zumeist um 90° versetzten Ebene als die anderen) angelegt. Erst etwa ab dem Ende der Bronze- und dem Beginn der Eisenzeit entwickeln sich zunehmend monoplan (alle Löcher liegen in einer Ebene) eingerichtete Stangenknebel zum Standard. Hierzu gehören auch die Bügelknebel, die sich formal aus den Stangenknebeln ableiten, aber einen gebogen-symmetrischen Aufbau haben.

Sowohl die Platten als auch die Scheibenknebel besitzen Zacken oder Spitzen auf der Innenseite, sind also geschärft. Die Verwendung solcher Platten und Scheiben als Trensenknebel ist durch Gräber aus dem Südural gesichert, etwa aus bronzezeitlichen Gräbern bei Komarovka, wo derartige Stücke in-situ am Maul von Pferdeskeletten gefunden wurden. Die Knebelseite mit mehreren Löchern war an dem Nasenriemen befestigt, während alle weiteren Einrichtungen (andere Riemen und die Zügel) mit dem Mundstück verknüpft gewesen sein dürften, der durch den großen Durchzug führte.
Stangenknebel aus Geweih mit asymmetrischem Aufbau – breite Basis, schmale Spitze – wurden paarweise seitlich am Kopf des Pferdes befestigt. Hierbei ist die Orientierung des Objekts jedoch nicht ganz eindeutig. In der Regel besteht Konsens, dass die Spitze nach oben gerichtet war. Einige früh- bis mittelbronzezeitliche Pferdegräber, beispielsweise Morawianki aus Polen und Husiatyn in der Ukraine, lassen jedoch den umgekehrten Fall annehmen. Ebenso besteht eine Diskussion, ob die Spitze nach vorn oder rückwärtig zeigte, wobei spätere Metalltrensen letzteres befürworten. Teilweise treten sehr symmetrische Stangenknebel aus Geweih auf. Hier wird teilweise angenommen, dass diese in einer Art Kappzaum bei eine gebisslosen Schirrung Verwendung fanden und über die Nase des Pferdes wirkten.

#### Verbreitung
Vor allem in der frühen und mittleren Bronzezeit sind zwei unterschiedliche Kreise fassbar, die im Jahr 1981 von Hans-Georg Hüttel herausgearbeitet wurden. Der vorwiegend osteuropäische „Don-Wolga-Ural-Trensenkreis“ umfasst einen größeren Raum vom östlichen Mittelmeer über Anatolien und Vorderasien bis nach Transkaukasien in die osteuropäischen Steppengebiete hinein. Hier dominieren Platten- und Scheibenknebel. Dem gegenüber steht der „Mitteldanubische-mitteleuropäische Trensenkreis“, der sich vom Karpatenbecken über Mitteleuropa bis nach West- und Nordeuropa erstreckt. Letztere beiden Regionen wurden aber erst später im Verlauf der Bronzezeit erreicht. Das Gebiet wird durch Stangenknebel charakterisiert.
Die beiden Trensenknebelkreise entwickelten sich unabhängig voneinander. Eine zeitliche Priorität eines Trensenknebeltypus vor dem anderen besteht nicht, vielmehr entstanden sie mehr oder weniger zeitgleich. Lediglich im Karpatenbecken trafen die Scheiben- und Stangenknebeltraditionen aufeinander, was auf mykenische Einflüsse zurückgeht. Hieraus entstanden vereinzelte Mischformen zwischen den verschiedenen Trensenknebeltypen. Im weiteren Verlauf breiteten sich die Stangenknebel jedoch weiter nach Osten aus und ersetzten dort zu Beginn der jüngeren Bronzezeit die Scheiben- und Plattenknebel vollständig.
Eine eigenständige Provinz für Trensenknebelfunde ist im östlichen China nachweisbar. Hier wurden in der zweiten Hälfte des 2. Jahrtausends v. Chr. metallene Plattenknebel verwendet. Diese bestehen aus einer rechteckigen Platte mit zentralem Loch, seitlichem Bügel und zwei hohlen Rippen oder zusätzlichen Ösen. Im Unterschied zu den eurasischen Plattenknebeln aus Geweih oder Knochen sind sie ungeschärft. Die Idee dazu wurde höchstwahrscheinlich über Kontakte aus dem westlich gelegenen „Don-Wolga-Ural-Trensenknebelkreis“ vermittelt. Im Übergang vom 2. zum 1. Jahrtausend v. Chr. setzten sich in China auch Stangenknebel durch, wiederum beeinflusst aus dem Westen.

#### Entwicklung
Mit den ersten Trensen, die im Übergang vom 3. zum 2. Jahrtausend v. Chr. belegbar sind, geht auch die Entwicklung der Trensenknebel einher. Wie bereits erwähnt gehören die ältesten Exemplare einerseits mit den Scheibenknebeln der Sintašta-Petrovka-Kultur im Gebiet des südlichen Urals an, andererseits bildeten sich die Stangenknebel der Otomani-Füzesabony-Kultur im Karpatenbecken heraus. In beiden Fällen stehen sie mit der Entwicklung der leichten zweirädrigen Streitwagen in Verbindung. Dass es sich hierbei um jeweils eigenständige Formen handelt, lässt sich unter anderem daran aufzeigen, dass sie sich unterschiedlicher Schirrungsmethodiken bedienen. Bereits die frühesten Trensenknebel erscheinen als weitgehend technologisch ausgereifte Stücke. Das betrifft nicht nur die Anordnung der Durchzüge, sondern auch den teils umfangreichen Dekor. Es stellte sich somit die Frage nach potentiellen Vorläufern, anhand denen die technologischen Konzepte der Schirrung „ausgetestet“ worden waren. Als mögliche Ressource bot sich die Botai-Kultur an, für deren Träger die Nutzung des Pferdes als Zug- oder Reittier allerdings strittig ist. Dennoch werden einige stangenförmige Objekte als frühe Trensenknebel interpretiert, ihre Verwendung als solche ist wiederum nicht eindeutig. Gleiches gilt für ähnliche Stücke einiger weiterer, etwa zeitgleich zur Botai-Kultur auftretender archäologischer Kulturen des osteuropäischen Raumes, hier zu nennen wären die Sredni-Stog-, Gumelnita- und Cucuteni-Tripolje-Kultur. Für diese wird ebenfalls eine frühe Pferdezucht angenommen, das Pferd erlangte hier jedoch nie die hohe Präsenz wie in der Botai-Kultur. So werden bis zu 20 cm lange Geweihstangen mit einer einzelnen zentralen Öffnung der Sredni-Stog-Kultur mitunter als eigenständiger Trensenknebeltyp Sabatinovka geführt, was nicht allgemein akzeptiert ist. Andere stangenförmige Objekte dieser Zeitphase wie etwa die Ostorfer Spitzen der spätneolithischen Trichterbecherkultur Mitteleuropas repräsentieren vermutlich eher Hiebgeräte. Anhand dieser Beispiele ist ersichtlich, dass eindeutig gesicherte Vorläufer der Trensenknebel bisher fehlen.

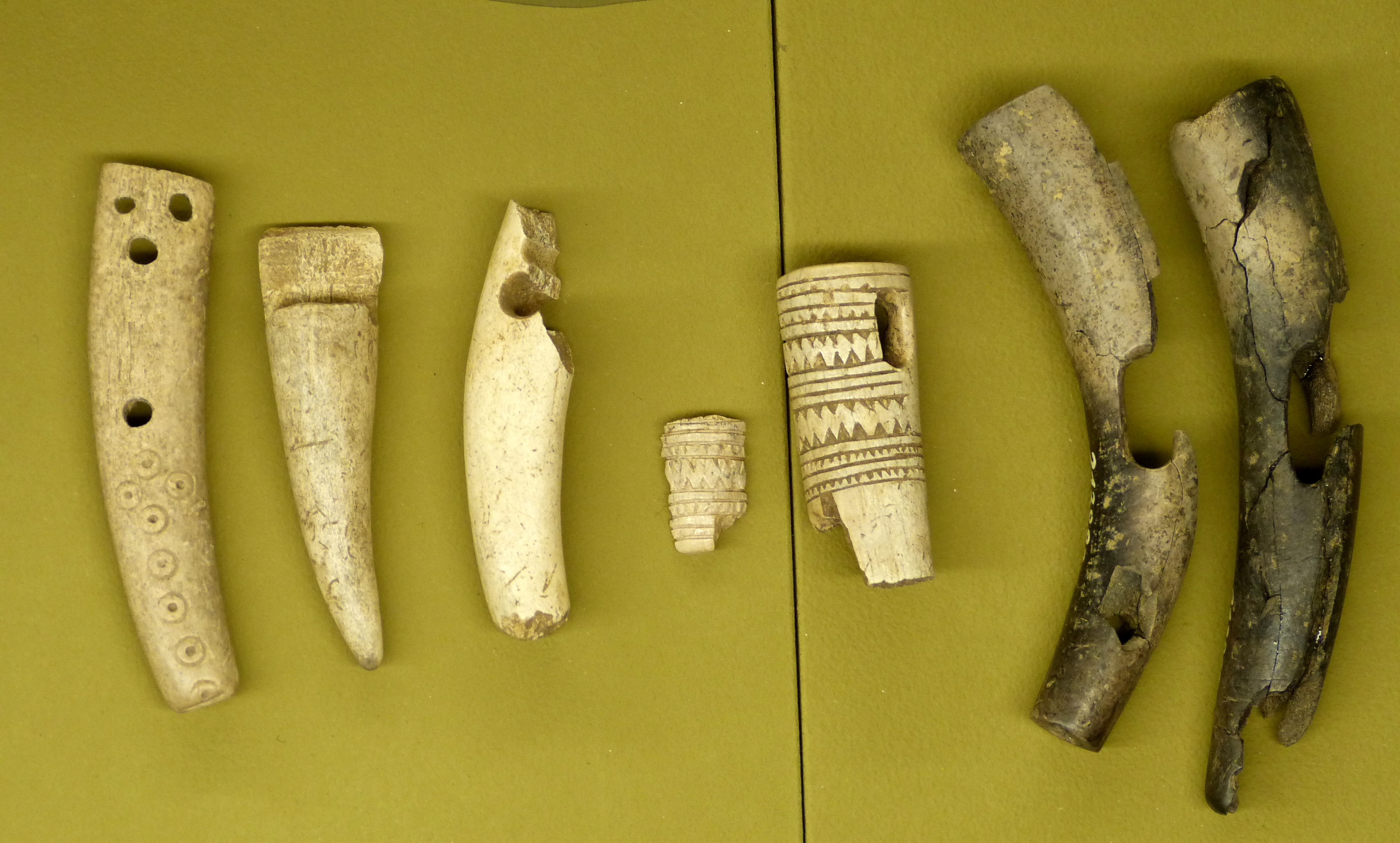
Stangenknebel vom Frauenberg, Bronzezeit

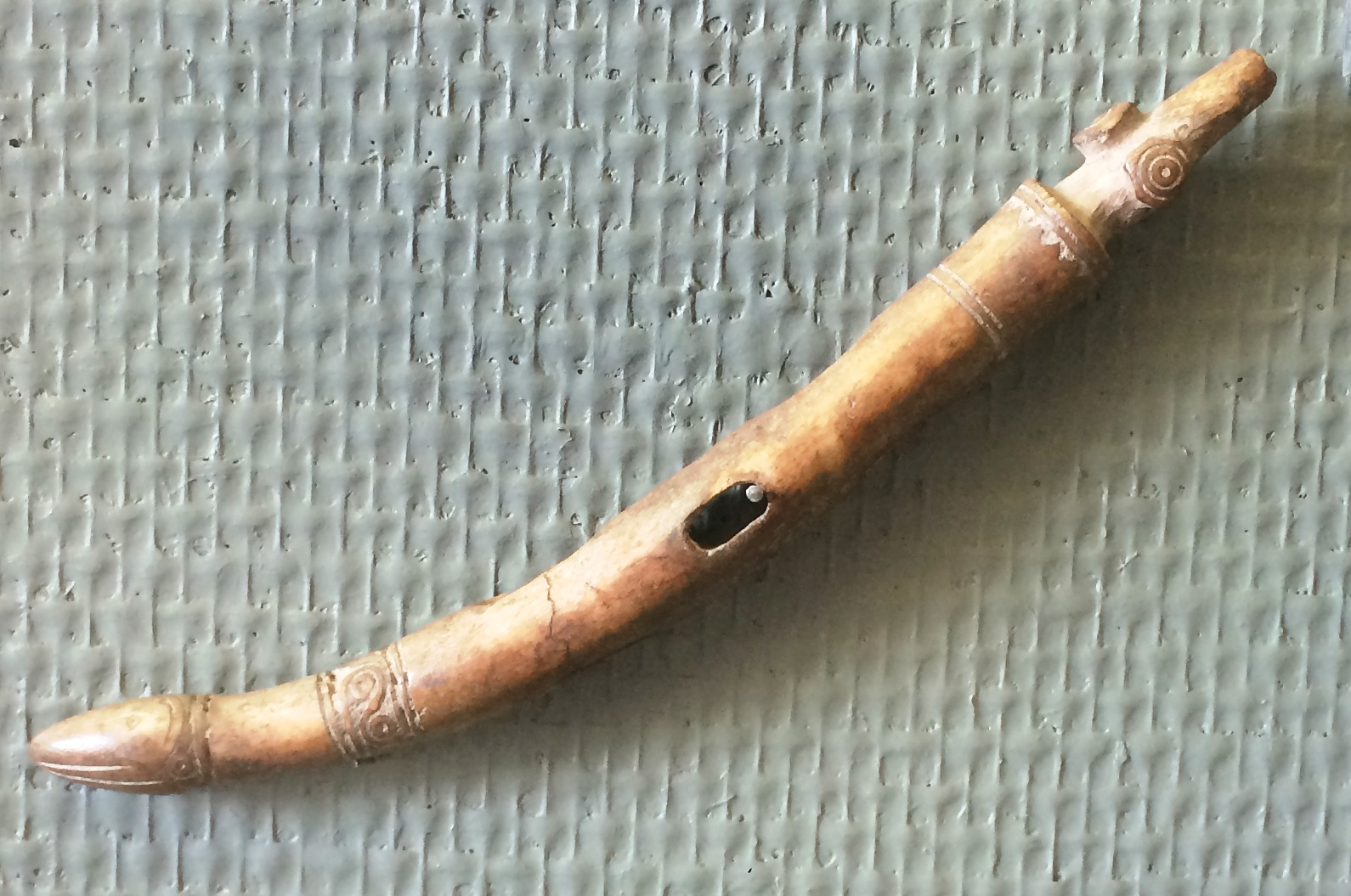
Zapfenknebel aus Ungarn, mittlere Bronzezeit

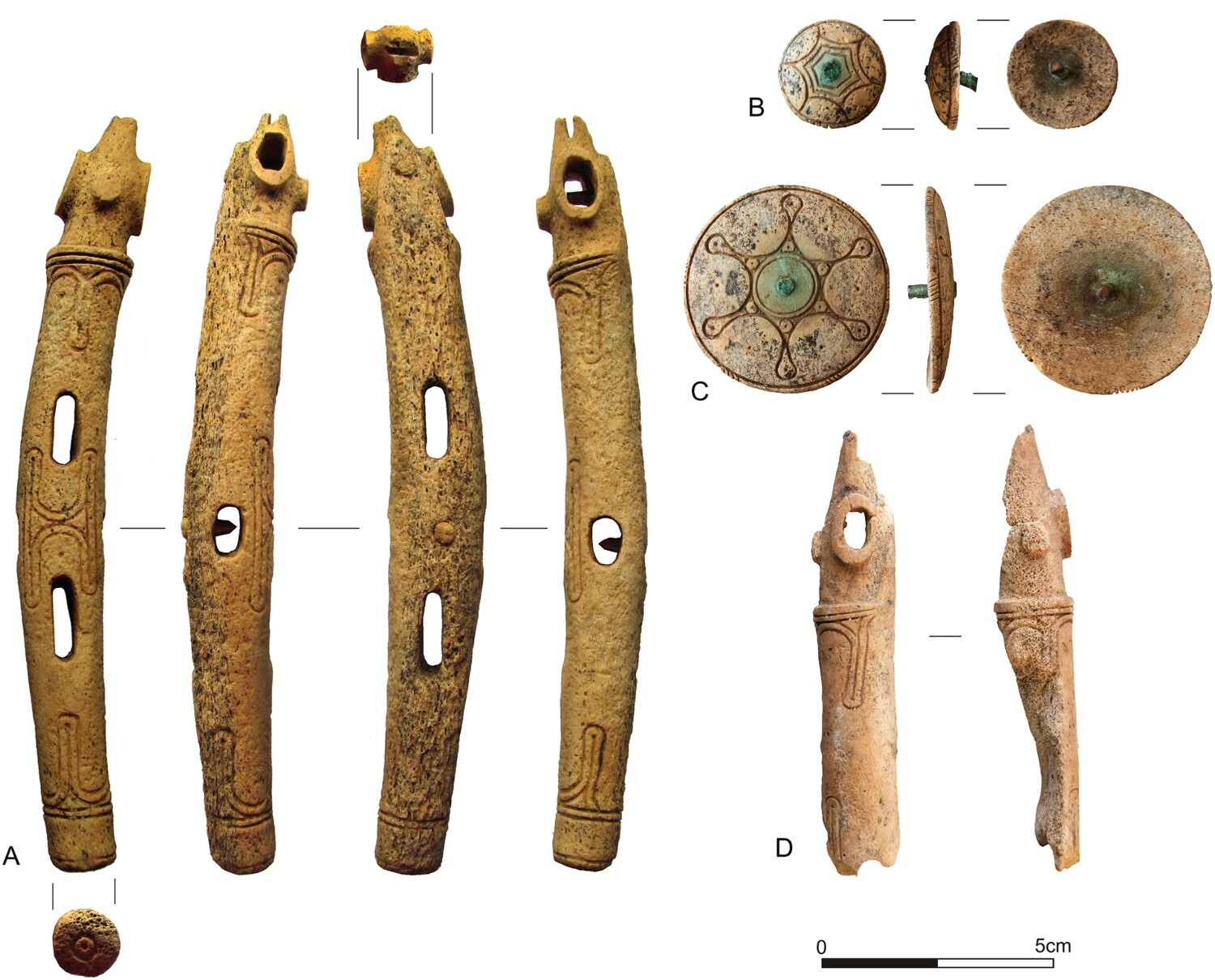
Zapfenknebel vom Typ Spiš aus Husiatyn in der Ukraine, um 1500 v. Chr.

Vor allem die Stangenknebel aus organischem Material durchliefen deutliche Veränderungen. Überwiegend in der frühen und mittleren Bronzezeit bestanden zahlreiche Typen von teils lokalem Gepräge. Für ihre Gliederung existieren mehrere typologische Konzepte. Allgemein markant für die frühen Stangenknebel war ein großer mittlerer Durchzug, der aber auch gedoppelt auftrat, um den sich mehrere kleinere gruppierten. Diese kleineren Öffnungen standen entweder bi- oder monoplan zum großen Durchzug. Außerdem konnten die einzelnen Stücke halbiert oder vollrund sein und wiesen unter Umständen längsgerichtete Führungsrillen auf. Relativ frühe Form werden durch die Stangenknebeltypen Füzesabony und Lovasberény repräsentiert, ersterer ist zwar häufig für das südöstliche Europa belegt, sein Vorkommen reichte aber nördlich der Alpen etwa bis zum Frauenberg oberhalb des Klosters Weltenburg in Niederbayern. Als charakteristisch für diese kann die relativ endständige Lage der kleineren Öffnungen gesehen werden. In der späten Bronzezeit entwickelten sich Zapfenknebel, die ein verdicktes spitzes Ende aufwiesen. Zu nennen sind hier unter anderem die Stangenknebeltypen Spiš, Vatin oder Borjas. Auch diese erwiesen sich als sehr variantenreich. So traten mitunter Subtypen mit extrem stark gebogenem spitzen Ende auf. Bei anderen wiederum war der basale Bereich zackenförmig ausgearbeitet. Häufig lagerte die Einrichtung in der Mitte des Stangenknebels mit eng beieinander gruppierten Durchzügen. Ein auffallendes Merkmal für alle diese bronzezeitlichen Stangenknebel ist eine unter Umständen sehr reiche Verzierung. Im Übergang zur Eisenzeit lassen sich erstmals einzelne Vereinheitlichungen bemerken. Beim Stangenknebeltyp Magdeburg-Mikušovce wanderte die Einrichtung an die Basis des Knebels, behielt aber weitgehend die für die Bronzezeit biplane und markant enge Stellung der Durchzüge bei. Dagegen verteilten sich die Durchzüge beim Stangenknebeltyp Mörigen auf die Mitte und die beiden Enden des Stangenknebels und standen so weit auseinander. Im Unterschied zu ähnlich gestalteten Formen der frühen Bronzezeit wiesen alle drei Öffnungen nahezu die gleiche Größe auf. In den osteuropäischen Steppenlandschaften formte sich in der Folgezeit ein weitgehend einheitlicher Trensenknebeltyp heraus, der sich über drei monoplan angelegte Durchzüge auszeichnete und als eigenständige Entwicklung der Reitervölker angesehen werden kann. Aufwändige Verzierungen fielen hier zumeist weg. In Folge des Einflusses der Reitervölker breitete sich dieser Typ dann weit über Europa aus.

## Wirkung von Gebissen

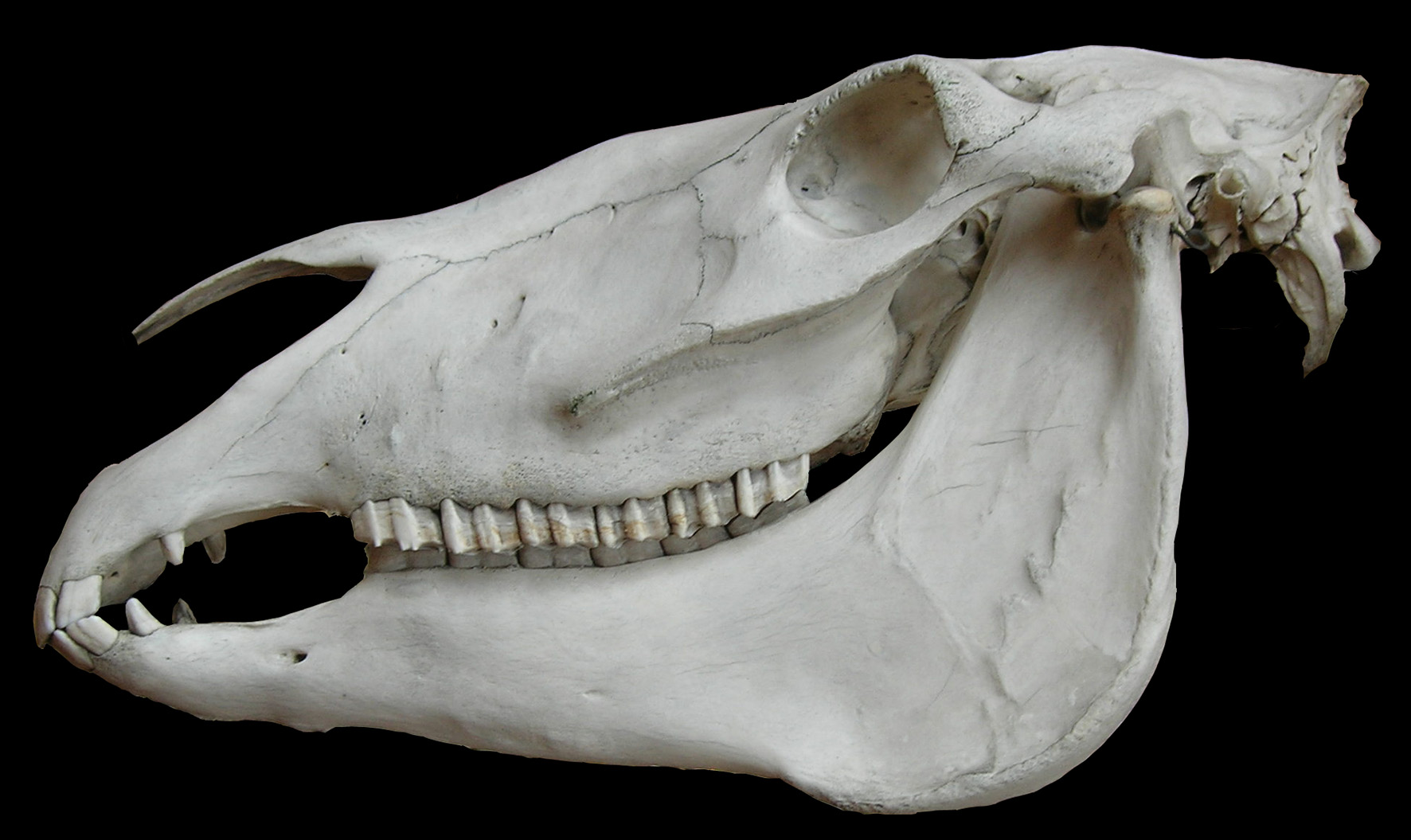
Pferdeschädel mit dem zahnfreien Raum, den Laden

Gebisse liegen im Pferdemaul in den zahnfreien Räumen zwischen Schneidezähnen und Backenzähnen, die Laden genannt werden.
Gebisse ohne Anzüge wirken im Unterschied zu Kandaren nur auf das Pferdemaul. Sie erzeugen – je nach Stärke des ausgeübten Zugs – Druck auf Zunge und Laden des Pferdes.
Die Dicke des Gebisses ist mitentscheidend für seine Schärfe. Je dünner das Gebiss ist, desto schärfer und präziser wirkt es auf das Pferdemaul, da es die Stellen des Mauls punktuell anspricht. Der Umkehrschluss, dass ein dickeres Gebiss immer weicher wirkt, gilt nur eingeschränkt, da ein zu dickes Gebiss das Pferd auch stören kann, wenn es zu viel Platz im Maul einnimmt. Die Dicke des Gebisses muss auf das Pferdemaul angepasst werden, damit das Pferd unbehindert mit dem Gebiss im Maul kauen kann.

## Materialien
Metallgebisse können entweder hohl oder massiv sein. Ein massives Gebiss liegt ruhiger im Maul und kann nicht durchgebissen werden. Ein Vorteil hohler Gebisse ist bei kaltem Wetter ihre rasche Erwärmung im Maul. Gebisse können auch vorgewärmt werden, beispielsweise mit warmem Wasser.
- Edelstahl: Edelstahlgebisse sind wegen ihrer Glätte und Haltbarkeit beliebt und außerdem unproblematisch in der Pflege.
- Eisen: Eisen fördert den Speichelfluss durch den Geschmack des Metalles.
- Kupfer: Kupfer selbst ist zu weich als Gebissmaterial, wird wegen seines guten Geschmacks aber gerne von Pferden angenommen. Daher wird es in vielen Gebissen entweder eingebettet oder als Grundlage für Legierungen verwendet.
- Argentan: Argentan ist eine handelsübliche Legierung, auch bekannt als „Neusilber“ oder „German silver“, und besteht aus Kupfer, Nickel und Zink. Es enthält meist 47–65 % Kupfer, 12–25 % Nickel und Zink. Der Nickelanteil im Argentan kann Allergien auslösen.
- Aurigan: Aurigan ist eine patentierte Messing-Legierung aus 85 % Kupfer, 11 % Zink und 4 % Silizium. Nickel wird durch ein spezielles Reinigungsverfahren vom Kupfer getrennt, dadurch ist die Legierung nickelfrei und für Allergiker geeignet. Die Legierung enthält kein Aluminium, das die Oxidation des Kupfers beeinträchtigen würde. Durch oxidiertes Kupfer entsteht ein süßlicher Geschmack („Sweet Iron“), welchen die Pferde gerne annehmen und deshalb auch besser darauf abkauen. Da Kupfer sehr weich ist, wird die Legierung mit Silizium härter gemacht, um die Abnutzung zu reduzieren.[44]
- Sensogan: Sensogan ist eine patentierte Messing-Legierung aus Kupfer, Zink und Mangan, die seit 2014 erhältlich ist. Der Mangangehalt dient der Härtung der Legierung und verringert das Anlaufen. Der Kupferanteil ist gegenüber Aurigan verringert, die Oxidation des Kupfers erfolgt langsamer, und es wird weniger Kupfer abgegeben. Stattdessen wird Mangan an den Speichel abgegeben.[45]
- Titan: Titan ist leicht, fest, korrosionsbeständig, bioverträglich und ist ein schlechter Wärmeleiter. Die Gebisse verschleißen wenig und sind für Allergiker geeignet.
- Leder: Leder wird, wenn gut gepflegt, von manchen Pferden gerne angenommen. Bei schlechter Pflege wird es hart und rau.Schaumgummigebiss

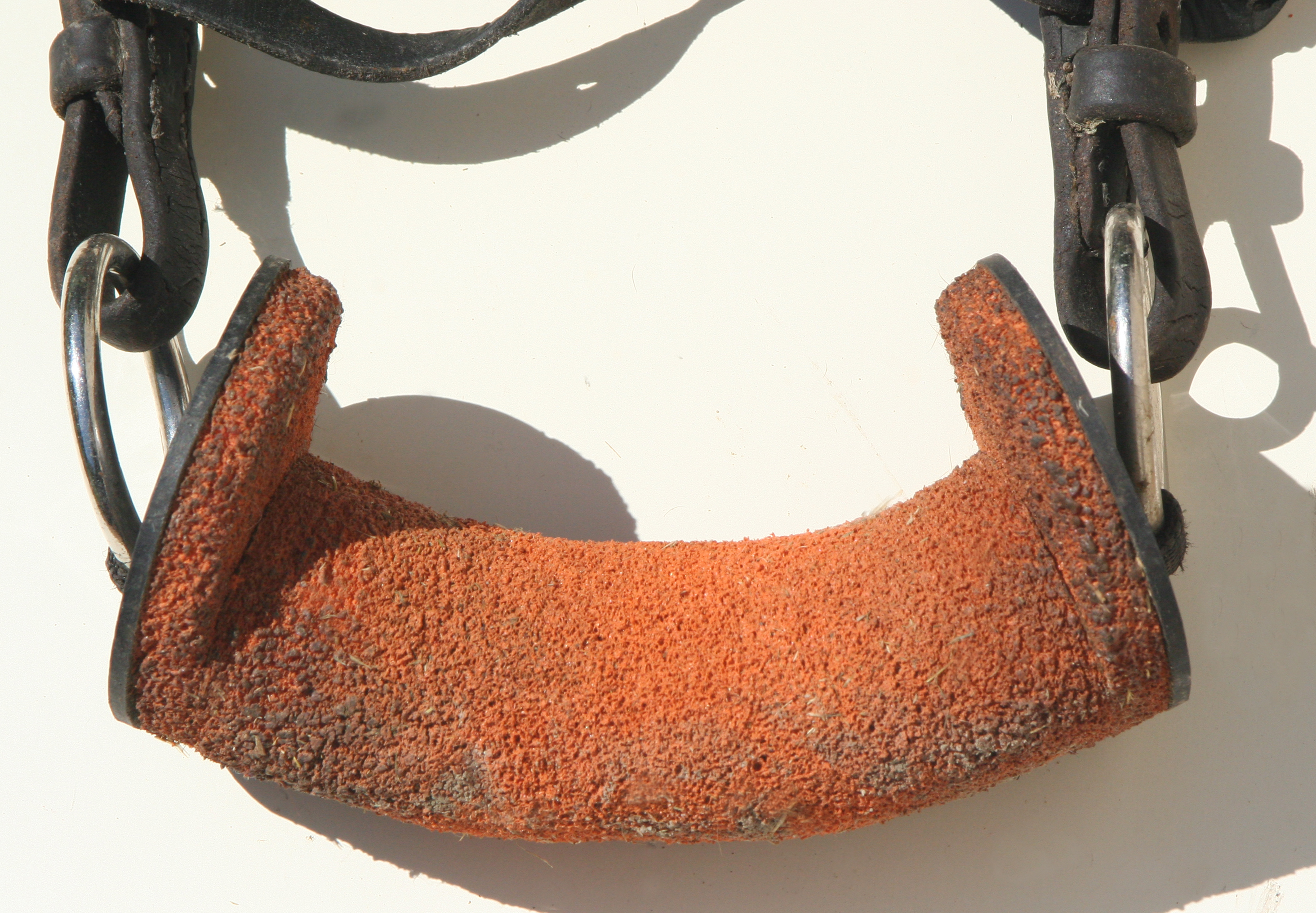
Schaumgummigebiss

- Kunststoff: Für Kunststoff-Gebisse wird häufig der thermoplastische Kunststoff Nathe verwendet. Nathe gleitet auch trocken sehr gut im Pferdemaul und wird meist gerne angenommen. Nathe ist sehr weich, wenig haltbar und wird recht schnell „durchgekaut“. Da Nathegebisse einen Drahtkern besitzen, sollte man regelmäßig auf abgenutzte Stellen kontrollieren.
- Gummi: Gummi ist gut eingespeichelt ein weiches pferdefreundliches Material. Bei schlecht kauenden Pferden hat es die Wirkung eines Radiergummis, das auf Dauer abstumpfend wirken kann, so dass sie schlechter auf die Reiterhilfen reagieren. Ein Gummigebiss sollte immer einen Metallkern haben, sonst kann es durchgebissen werden.
- Schaumstoff: Diese Gebisse mit einem Metallkern und einer dicken Schaumstoffummantelung werden im Rennsport verwendet.

## Seitenteile

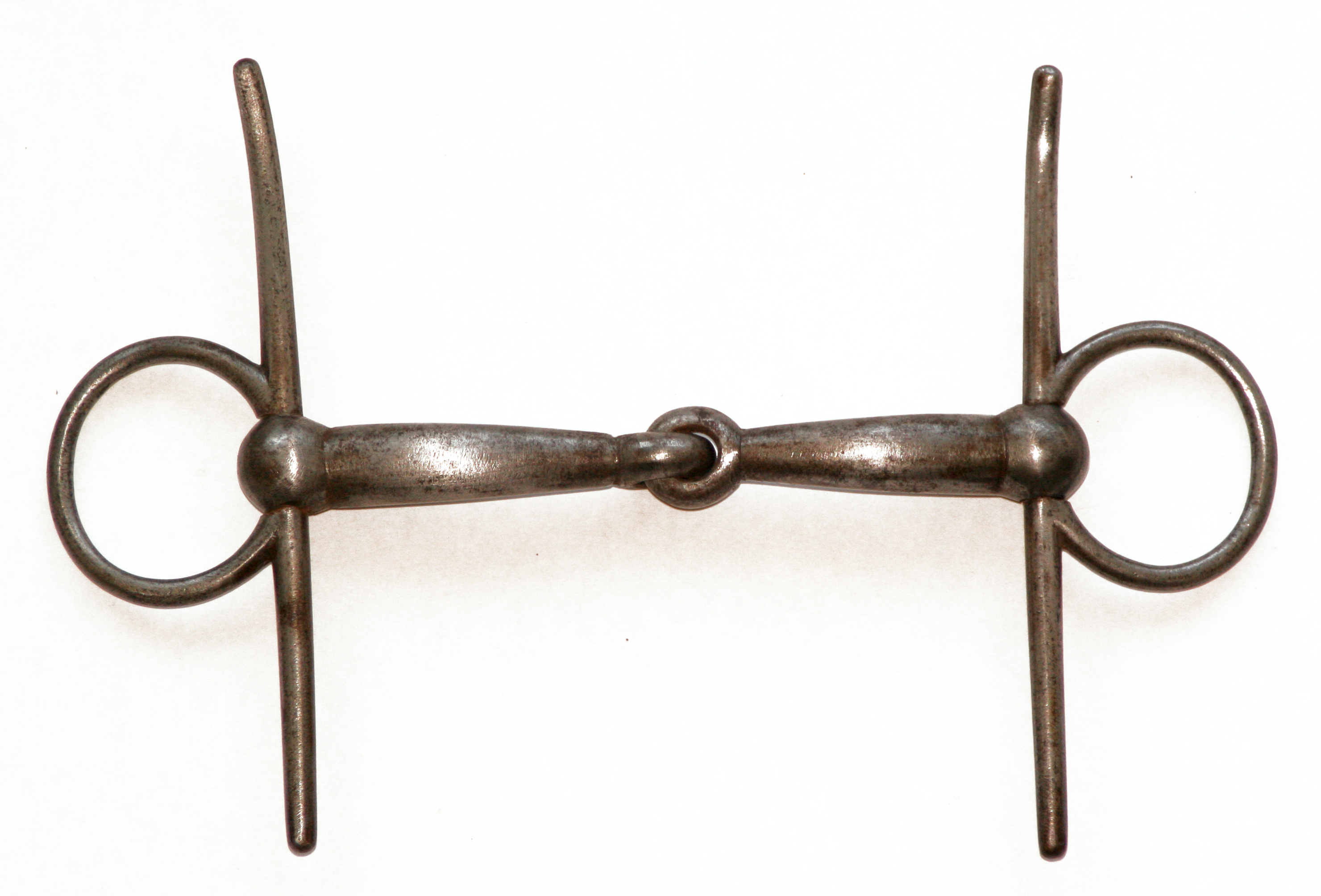
Knebeltrense, einfach gebrochen

D-Ring-Trense, einfach gebrochen

Olivenkopftrense, einfach gebrochen

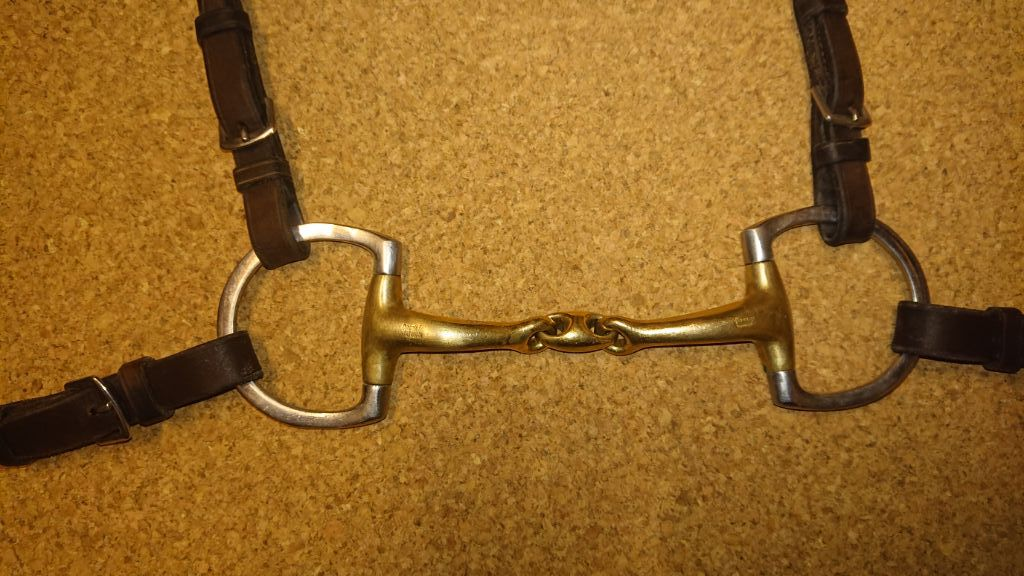
Olivenkopftrense, doppelt gebrochen, aus Aurigan mit Trensenringen aus Edelstahl, eingeschnallte Zügel und Backenstücke

- Durchlaufende Gebissringe, wie bei der Wassertrense erlauben dem Pferd etwas mehr Bewegungsfreiheit.
- Bei der Knebeltrense sitzt an den Enden des Mundstücks je eine Querstange, die eine ruhige Lage im Maul bewirken. Die Knebel verhindern ein seitliches Verrutschen der Knebeltrense im Maul und schützen die Maulwinkel, ähnlich wie die Olive bei der Olivenkopftrense. Bei manchen Knebeltrensen sind die Knebel etwas nach außen gebogen, damit der obere Teil der Knebel dem Pferdekopf nicht zu nah kommt und Druck auf die Backenzähne erzeugt.
- Bei der D-Ring-Trense ist der Ring zum Maul hin abgeflacht. Sie liegt wie die Knebeltrense ruhig im Maul.
- Beim Olivenkopfgebiss sind die Enden des Mundstückes olivenförmig verdickt, diese Linie wird von den Ringen fortgesetzt. So wird verhindert, dass die Mundwinkel des Pferdes eingeklemmt werden oder das Gebiss durchs Maul gezogen wird. Da das Mundstück nicht wie bei der Wassertrense auf den Gebissringen gleitet, hat ein Olivenkopfgebiss eine geringe Hebelwirkung.

## Stangengebiss
Das Stangengebiss hat ein ungebrochenes Mundstück. Es ist meist durch einen leichten Bogen oder mehrfache Biegungen dem Pferdemaul angepasst. Ein Zug am Zügel übt Druck auf die jeweilige Seite des Unterkiefers, aber auch auf die gegenüberliegende Seite des Oberkiefers aus. Daher kann diese Gebissform insbesondere für junge Pferde verwirrend sein. Eine rein einseitige Zügelhilfe ist nicht möglich. Bei beidhändiger Zügelführung kann sich die Stange im Maul verkanten. Sie ist besonders geeignet für einhändige Zügelführung.
Ein Stangengebiss mit Hebelwirkung ist die Kandare.

## Trense
Eine Trense ist ein gebrochenes Gebiss. Umgangssprachlich wird oft die ganze Trensenzäumung als Trense bezeichnet. Für das Anlegen des Zaumzeugs wird neben „aufzäumen“ auch das Verb „auftrensen“ verwendet.

### Wassertrense
Die Wassertrense ist einfach gebrochen. Sie wird in Österreich Wischzaum und beim Westernreiten Snaffle Bit genannt. Sie besteht aus zwei gleich langen Mundstückteilen, die über ein Gelenk miteinander verbunden sind. Aufgrund der einfachen Bauweise gehört sie zu den ersten historisch belegten Trensentypen. Zum Beispiel wurde bei einer Ausgrabung im keltischen Oppidum von Manching eine Wassertrense gefunden. Zur Schonung der Maulwinkel können Gummischeiben verwendet werden. Dort wo die Ringe das Mundstück durchbohren, kann sich durch Ausleiern ein Grat bilden, der den Maulwinkel einklemmen kann. Röntgenbilder widerlegen die Annahme, dass das Gelenk der Wassertrense gegen den Gaumen des Pferdes drückt. Stattdessen wurde festgestellt, dass Trensengebisse auf die Zunge drücken.

### Doppelt gebrochene Trense
Die doppelt gebrochene Trense hat drei Teile, die beweglich miteinander verbunden sind. Das mittlere Teil ist dabei meist kürzer als die beiden äußeren Teile. Wegen ihrer weichen Wirkung wird die doppelt gebrochene Trense häufig als Ausbildungsgebiss eingesetzt. Pferde nehmen diese meist gerne an, da sie sich der Anatomie des Pferdemauls gut anpasst. Es gibt doppelt gebrochene Trensen mit abgerundetem bzw. olivenförmigem Mittelglied und solche, die als Mittelteil ein flaches Plättchen haben (Scharniertrense, Dr.-Bristol-Gebiss). Ein plättchenförmiges Mittelglied kann jedoch bei Zügelzug mit der schmalen Kante auf Zunge und Gaumen drücken. Das Mittelteil kann außerdem mit Spielern (Zungenspieler) versehen werden, um das Pferd zu verstärkter Kautätigkeit anzuregen, sie werden jedoch von manchen Pferden als störend empfunden.

### Unterlegtrense
Die Unterlegtrense, auch Filet genannt, wird zusammen mit einer Kandare verwendet. Sie ist einfach oder doppelt gebrochen. Sie ist dünner als eine Wassertrense und hat kleinere Trensenringe.

## Nicht von der FN zugelassene Gebisse
Von der FN nicht zugelassen sind folgende Gebisse:
- Aufziehtrense: Backenstück und Zügel sind hier aus einem Riemen, der durch zwei Ösen oben und unten am Trensenring verläuft. Beim Annehmen des Zügels werden dem Pferd die Maulwinkel mit Hebelwirkung hochgezogen. Wegen seiner scharfen Einwirkung wird sie sehr gern im Polosport eingesetzt, oft zusätzlich mit Schlaufzügeln oder Ausbindern.
- Die Löffeltrense hat ein doppelt gebrochenes Trensengebiss mit flachen, runden Metallplättchen am Mittelstück des Mundstückes. Diese sollen verhindern, dass das Pferd die Zunge über die Trense legen und sich auf diese Weise der Einwirkung weitgehend entziehen kann. Die Löffeltrense wird auch Zungenstreckertrense genannt.
- Die Crescendotrense ist eine sehr scharfe Trense und wird im Rennsport bei übermäßig lauffreudigen und schwer kontrollierbaren Pferden verwendet.
- Die Rollentrense ist mit Rollen ausgestattet. Kupferrollen erzeugen zusammen mit anderen Metallen winzige Spannungen, die durch ihr leichtes Kribbeln zur Maultätigkeit anregen sollen. Sind die Rollen so in die Trense integriert, dass die Oberfläche glatt ist, ist die Trense nur leicht schärfer, bilden die Rollen aber Unregelmäßigkeiten in der Oberfläche, so wirkt die Trense sehr stark und kann bei groben Reiterhänden dem Pferd Schmerzen bereiten.
- Zusatzketten für Gebisse werden oft bei Rennpferden verwendet. Einerseits als Sicherheit, falls die Trense bricht, andererseits wird diese Kette oft als „Spielkette“ für Pferde verwendet, die eher nervös sind und sich durch das Spielen mit der Kette im Maul ein wenig abreagieren können.
- Das Schlangengebiss ist ein Ledermundstück. Ein Lederriemen wird dem Pferd um den unteren Laden gelegt und mit den Zügeln verbunden. Je nach Krafteinwirkung der Reiterhand liegt die Schlinge locker oder wird enger zugezogen.
- Kettentrense: Hier hat das Pferd ein Stück Metallkette im Maul. Sie wirkt extrem scharf und ist daher als tierquälerisch einzuordnen.
- Doppeltrense: Zwischen den Trensenringen sind zwei Gebisse übereinander angebracht, beide sehr dünn und asymmetrisch gebrochen, das eine Gebiss links, das andere rechts. Damit wirkt das Gebiss sehr punktuell und scharf auf Gaumen, Laden und Zunge ein.

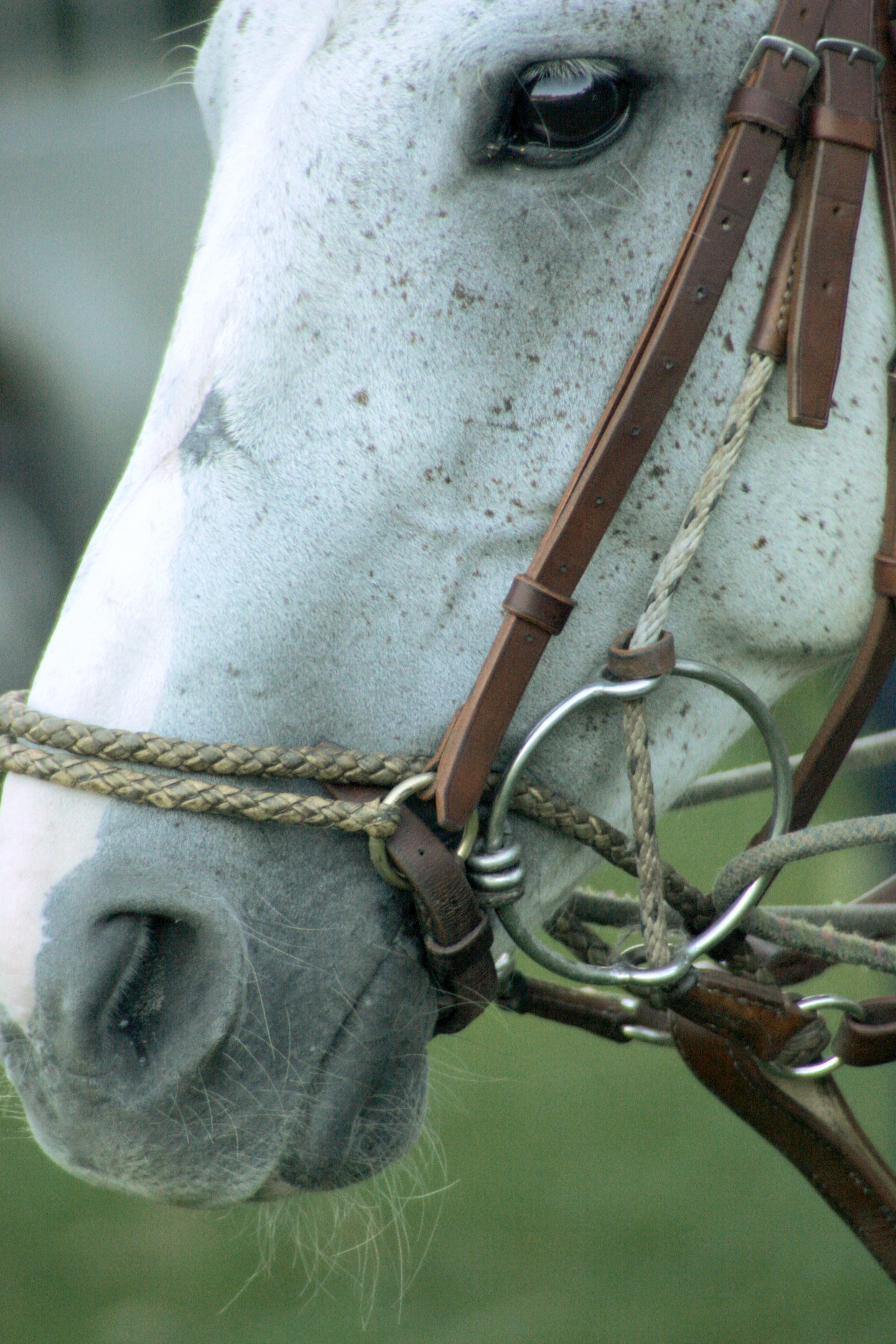
Aufziehtrense Ringform
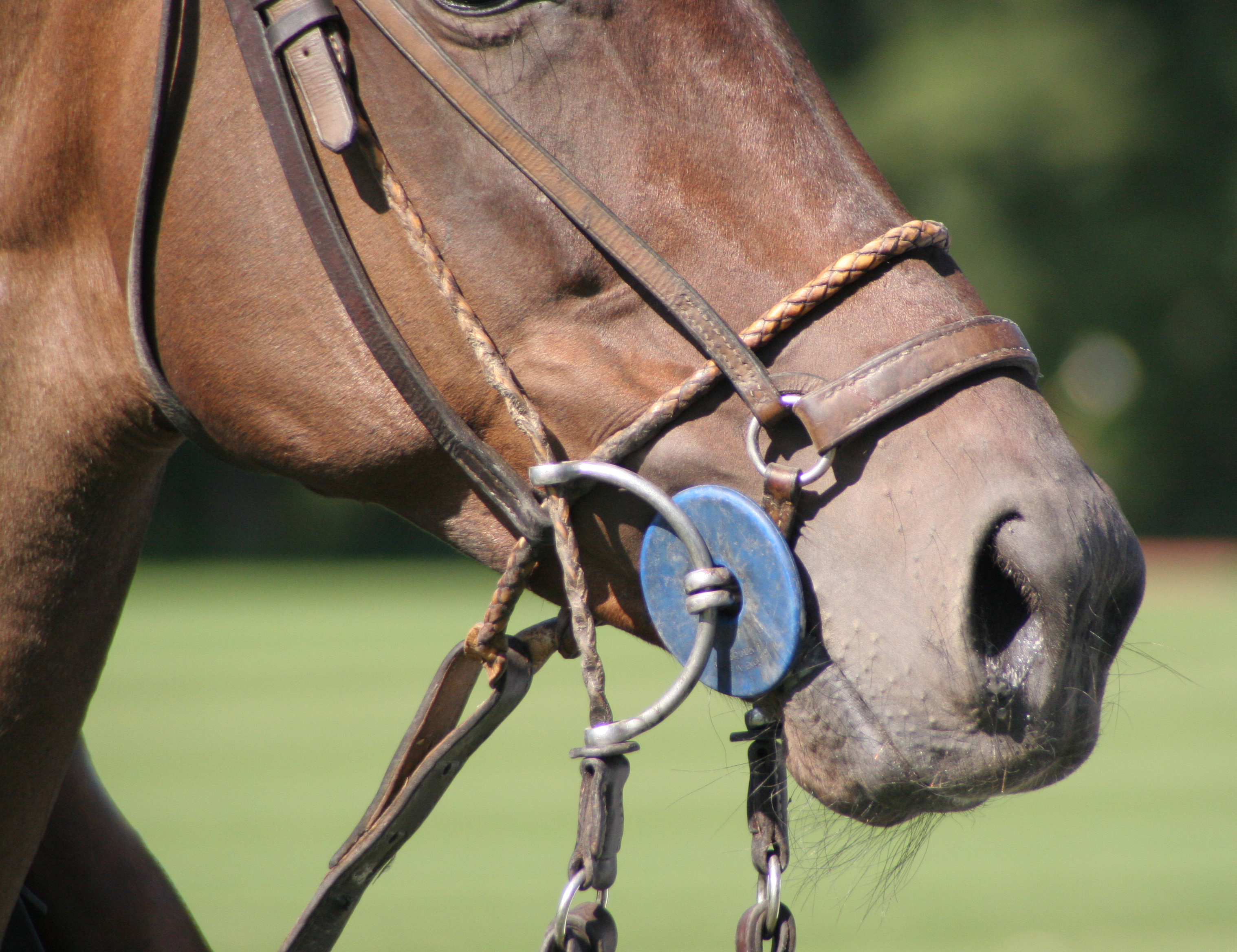
Aufziehtrense halber Ring
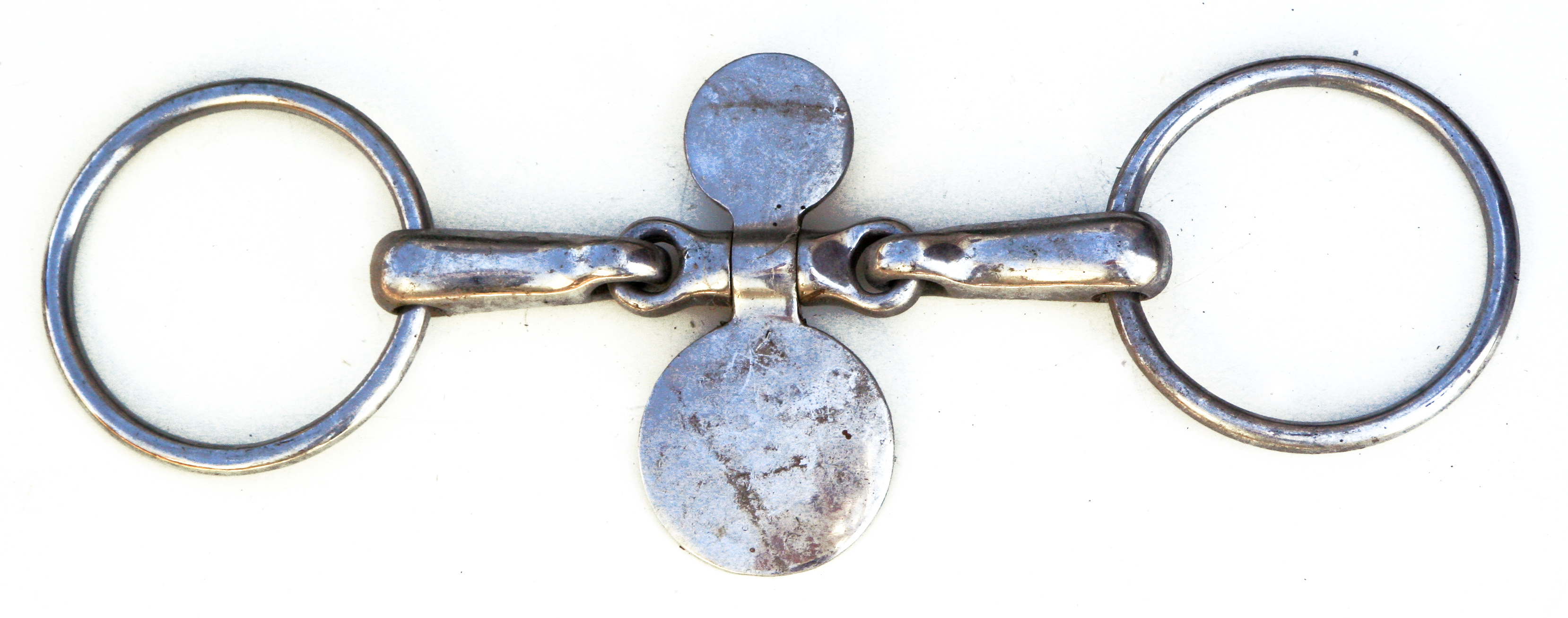
Löffeltrense
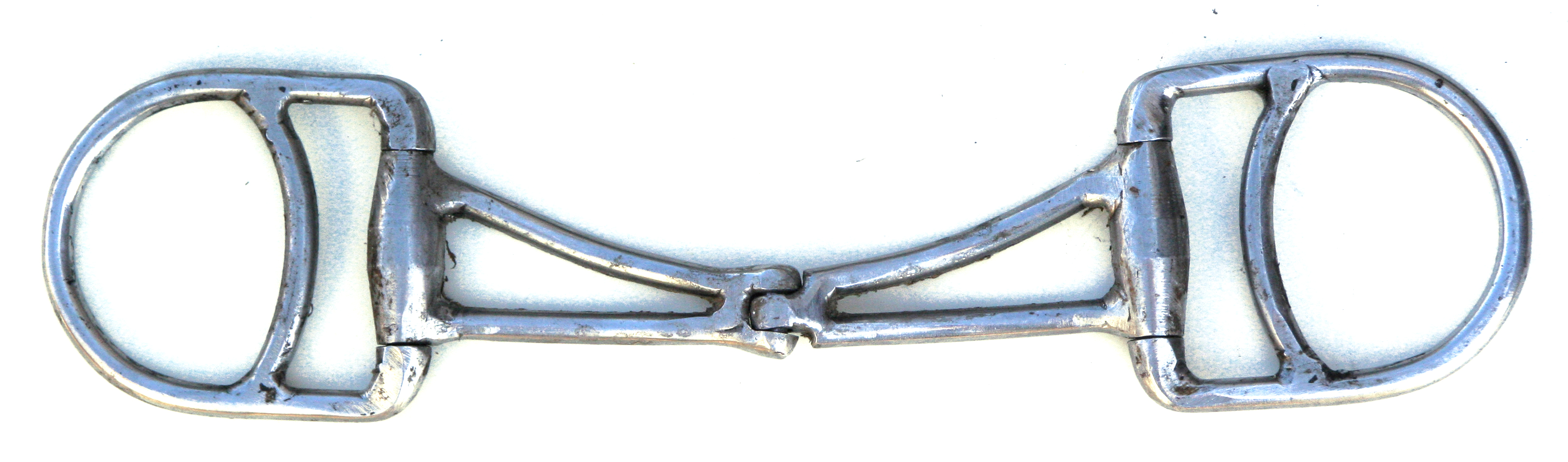
Crescendotrense
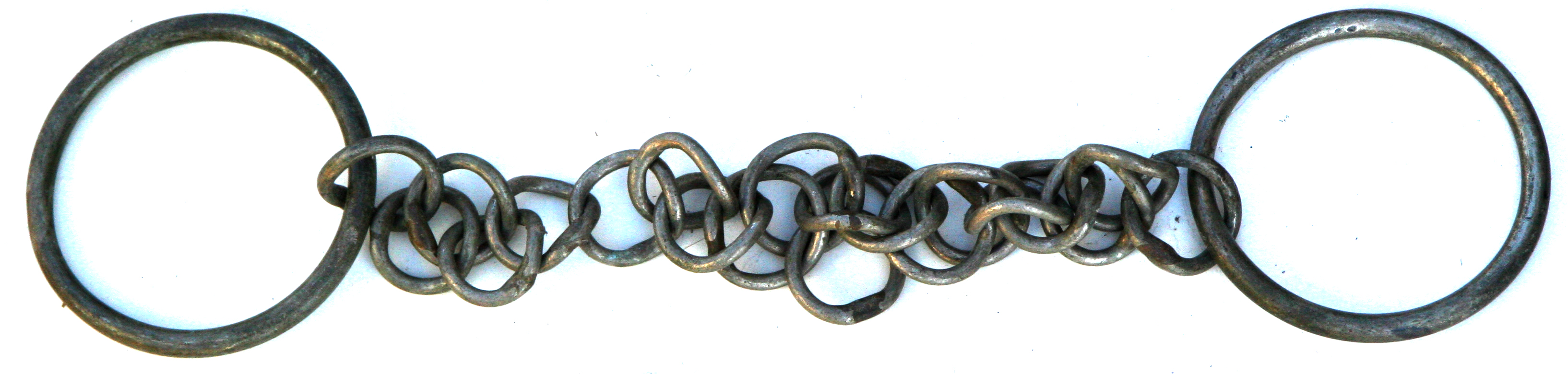
Zusatzkette

## Fahrgebisse
Beim Fahren werden meist entweder Doppelringtrensen oder Fahrkandaren verwendet.